# Gaurotinus tenuelineatus
Gaurotinus tenuelineatus är en skalbaggsart som beskrevs av Leon Fairmaire 1897. Gaurotinus tenuelineatus ingår i släktet Gaurotinus och familjen långhorningar.
Artens utbredningsområde är Madagaskar. Inga underarter finns listade i Catalogue of Life.